# Săgeata
Săgeata là một xã thuộc hạt Buzău, România. Dân số thời điểm năm 2002 là 5502 người.